# ボクサー (空母)
ボクサー (USS Boxer, CV/CVA/CVS-21, LPH-4) は、アメリカ海軍のエセックス級航空母艦で、同級空母としては16番目に就役した。その名を持つ艦としては5隻目。米英戦争でエンタープライズ号が拿捕したイギリスの軍艦「ボクサー」にちなむ。

## 艦歴
「ボクサー」はバージニア州ニューポート・ニューズのニューポート・ニューズ造船 & 乾ドック社で建造される。1944年12月14日にルース・D・オヴァートン（ルイジアナ州選出上院議員ジョン・H・オヴァートンの娘）によって命名、進水し、1945年4月16日にD. F. スミス艦長の指揮下で就役した。
「ボクサー」はその完成が遅れ、第二次世界大戦には参加できなかった。1945年8月にサンディエゴで太平洋艦隊に加わり、1945年9月から1946年8月23日まで太平洋西部で第77機動部隊の旗艦としてグアムから展開した。この活動中に沖縄、フィリピン、中国を訪れた。1946年9月10日にサンフランシスコに帰還し、西海岸からの平時任務に従事する。1948年3月10日、FJ-1艦上戦闘機の最初の着艦を行う。1950年1月11日には極東へ向けて出航し、その年の前半を第七艦隊に所属、活動する。6月25日にはサンディエゴへ帰投している。
朝鮮戦争が勃発すると、「ボクサー」は航空機運搬任務に従事する。1950年7月14日から22日にかけて、150機の空軍及び海軍機、1,000名に及ぶ兵員を8日と半日で太平洋を横断して送り届けるという記録を作った。帰路（7月27日 - 8月4日）は7日と10時間36分という記録を打ち立てている。短期間の修理の後、8月24日に極東へ展開、第77機動部隊に加わり航空支援を行っている。「ボクサー」は艦載機で仁川上陸作戦（1950年9月15日）を支援し、11月まで地上支援を行った後オーバーホールのため西海岸へ帰投した。
「ボクサー」は1951年3月2日にサンディエゴを出港し、二度目の朝鮮半島への展開を行う。再び第77機動部隊に加わり地上部隊を支援した。1951年10月24日にサンフランシスコに帰還する。1952年2月8日に三度目の展開を行い、6月23日、24日には北朝鮮の水力発電所に対し艦載機での攻撃を行っている。8月5日に格納庫で火災を生じ、9名が死亡、2名が重傷を負った。その後横須賀で応急修理（8月11日 - 23日）を行い、9月25日にはサンフランシスコに到着、1953年3月まで修理が行われた。
1953年3月30日には極東に向けて出航し、一ヶ月後に活動を始める。「ボクサー」は朝鮮戦争での最後の作戦活動に参加した後11月までアジア水域で活動した。朝鮮戦争終了後は西海岸で活動した後、極東への三度の航海を行っている。1952年10月には CVA-21 に艦種変更が行われた。
1956年前半に「ボクサー」は対潜水艦作戦支援空母 (CVS-21) に再び艦種変更される。その後1956年から1957年にかけて西太平洋での最後の活動を行った。
1957年後半に「ボクサー」は実験的に攻撃ヘリコプター母艦として海軍及び海兵隊によって短期間運用された。1958年に太平洋上での核実験、ハードタック作戦で旗艦を務める。同年後半、「臨時強襲揚陸艦」として大西洋艦隊に配属、1959年1月30日には正式に LPH-4 として艦種変更された。ボクサー級強襲揚陸艦として搭載兵員数・約1,300名、ヘリコプター30機を搭載した。また、1962年には近代化改装を受けている。
1960年代には、強襲揚陸艦と海兵隊及び輸送ヘリコプターといった組み合わせは、アメリカ海軍の戦略において重要なコンポーネントとなる。「ボクサー」は1962年のキューバ危機や1965年のドミニカ共和国での内戦を含むカリブ海水域での各作戦に参加した。1964年後半にはオペレーション・スティール・パイクに参加するためヨーロッパ水域に展開している。1965年の中頃には航空機輸送任務に従事し、200機の陸軍ヘリコプターや航空機をベトナムに輸送している。
「ボクサー」はAS-201ミッションでの回収艦として1966年2月26日にアポロ計画での帰還船を回収している。また1966年3月にはジェミニ計画での第一回収艦として予定されていたが、ジェミニ8号が緊急事態を生じて太平洋西部に着水したため、その任務は行われなかった。その後は海兵隊の航空機を運搬するため二度目のベトナムへの航海を行っている。
「ボクサー」は1969年12月に退役し、1971年2月に廃棄のため売却された。
「ボクサー」は朝鮮戦争での戦功により8つの従軍星章を受章した。